# Cesare Orsenigo
Cesare Vincenzo Orsenigo (Villa San Carlo, 13 de diciembre de 1873-Eichstätt, 1 de abril de 1946) fue un sacerdote italiano y nuncio apostólico en Alemania entre 1930 y 1945, durante el ascenso de los nazis al poder y la Segunda Guerra Mundial. Junto con el embajador alemán ante la Santa Sede —Diego von Bergen y más tarde Ernst von Weizsäcker—, fue el enlace diplomático directo entre los papas Pío XI y Pío XII y el régimen nazi, reuniéndose varias veces con Adolf Hitler y otros altos funcionarios y diplomáticos nazis.
Era amigo del arzobispo de Milán, Achille Ratti (Pío XI), y fue nombrado miembro del cuerpo diplomático de la Santa Sede cuando Ratti fue elegido papa, como nuncio apostólico en los Países Bajos (1922-1925), Hungría (1925-1930) y Alemania (1930-1945).
Orsenigo creía en el ideal fascista italiano y esperaba que la variante alemana se desarrollara en algo similar. Fue una figura controvertida entre sus contemporáneos y sigue siendo objeto de críticas históricas por su defensa del «compromiso y conciliación» con los nazis, particularmente en relación con el Holocausto. Pío XII ha sido criticado por varios contemporáneos e historiadores por no reemplazar a Orsenigo. El papa dejó vacante la nunciatura después de la muerte de Orsenigo en 1946 hasta que nombró a Aloisius Joseph Muench para el cargo en 1951.

## Biografía

### Formación

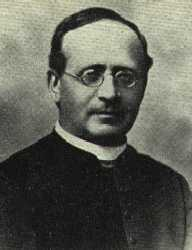
Orsenigo conoció a Achille Ratti (papa Pío XI) en Milán y, años más tarde, este último lo nominó tres veces a la nunciatura.

Nació en la Villa San Carlo de la comuna de Olginate (Italia). Asistió a un seminario en Milán. 

### Sacerdocio
Se convirtió en capellán y luego sacerdote de San Fedele en Milán. Estuvo a cargo de los jóvenes de la parroquia y la Asociación de Estudiantes de San Estanislao. Enseñó en el Instituto Alfieri de Milán, una escuela privada para niñas descendientes de la aristocracia y la burguesía milanesa. En 1912 llegó a ser miembro del cabildo catedralicio de Milán. Cuando era párroco en esa ciudad conoció a Achille Ratti, quien poco después se convirtió en el papa Pío XI.

## Episcopado

### Nuncio apostólico en Países Bajos
Después de su elección en el cónclave de 1922, Pío XI nombró a Orsenigo arzobispo titular de Ptolemaida  y lo nombró nuncio apostólico en los Países Bajos, a partir del 23 de junio de 1922. Orsenigo tenía 49 años al momento de su nombramiento y no contaba con preparación diplomática formal, sino que había obtenido el puesto por su amistad con Ratti en Milán. Pío XI rechazó las objeciones de Orsenigo de que carecía de experiencia y le señaló que antes de ser nuncio apostólico en Polonia había sido trabajado como bibliotecario durante varios años.
Recibió la consagración episcopal el 29 de junio de 1922 de parte del cardenal Pietro Gasparri, quien entonces era camarlengo y secretario de Estado.

### Nuncio apostólico en Hungría
En la primavera de 1925, fue asignado a la nunciatura apostólica en Hungría. Fue recibido afectuosamente tanto por el pueblo como por las autoridades civiles y religiosas magiares. También recibió una cruz al mérito.

## Nuncio apostólico en Alemania

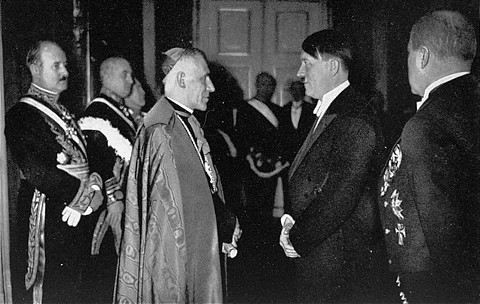
Orsenigo y Adolf Hitler en 1935.

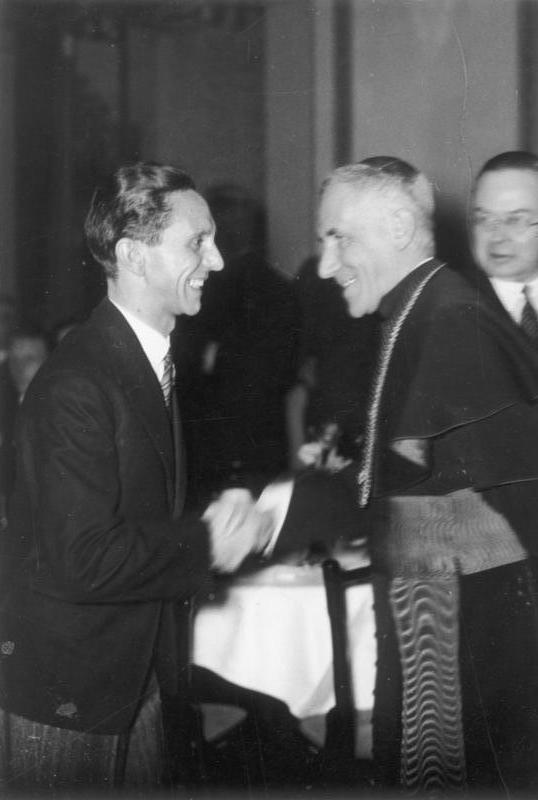
Orsenigo y Joseph Goebbels, ministro de Propaganda, en 1934.

### Durante Pío XI
El 25 de abril de 1930, Orsenigo se convirtió en nuncio apostólico en Alemania, un puesto previamente ocupado por Eugenio Pacelli (futuro papa Pío XII), quien había sido ascendido a cardenal. Recibió su carta de confirmación por el presidente Paul von Hindenburg. La nunciatura de Orsenigo estaba ubicada en Berlín, aunque existía una nunciatura separada en Múnich debido a su «estatus peculiar» que se remontaba a 1871.
El 16 de febrero de 1933, escribió a Pacelli que sería «ingenuo e incoherente» apoyar al recién elegido gobierno nazi, pero que temía que la oposición pública desembocaría en un nuevo Kulturkampf. En una carta del 7 de marzo de 1933 a Pacelli, Orsenigo estimó que entre seis y siete millones de los trece millones de católicos votantes en Alemania habían apoyado al partido nazi. Según el político británico George Schuster, el nuncio apostólico «estaba francamente jubiloso» por la elección de Hitler. Ya en marzo de 1933, Orsenigo concluyó que el compromiso y la conciliación era la única opción y argumentaba que las anteriores condenas al nazismo por parte de los obispos alemanes se habían referido solo a sus principios religiosos, no los políticos.
Después de la firma del Reichskonkordat («Concordato Imperial») del 20 de julio de 1933, Orsenigo instó a los obispos alemanes a apoyar al régimen nazi. Por ejemplo, el obispo antinazi Maximilian Kaller se quejó de que Orsenigo (quien, según Kaller, hablaba en nombre del papa) diciéndole «a patadas por detrás» que hiciera las paces con los nazis. Orsenigo castigó al obispo Clemens August Graf von Galen, que continuaba criticando públicamente el programa de eutanasia de los nazis mediante una carta enviada a Roma.
En una misiva del 8 de mayo de 1933 sobre una conversación anterior con Hitler, Orsenigo opinó que Hitler veía el cristianismo como esencial para la vida privada y el Estado alemán y que, sin la cooperación de los nazis, la iglesia alemana no podía derrotar al liberalismo, el socialismo y el bolchevismo. Orsenigo informó que Hitler no estaba de acuerdo con el ala neopagana del partido nazi, tal y como era representada en la obra El mito del siglo XX de Alfred Rosenberg.
En carta del 4 de abril de 1933, Pío XI llamó al nuncio apostólico a «investigar si sería posible involucrarse» y ayudar a las víctimas de la persecución nazi, pero Orsenigo respondió que cualquier intervención sería vista como «una protesta contra la ley de ese gobierno» y por lo tanto no será aconsejable. De los 95 documentos de 1930 a 1938 de la nunciatura apostólica de Berlín en el Archivo Apostólico Vaticano, solo cuatro hacen referencia a los judíos. En 1936, Orsenigo hizo arreglos para que el cardenal Faulhaber tuviera una reunión privada con Hitler, en la que discutieron el control gubernamental sobre la educación católica. En 1937 jugó un papel importante al enviar clandestinamente a los obispos la encíclica de denuncia del nazismo de Pío XI Mit brennender Sorge (Con ardiente inquietud). No hubo un anuncio previo de la encíclica y su distribución se mantuvo en secreto en un intento de garantizar la lectura pública de su contenido sin obstáculos en las iglesias católicas de Alemania.

### Durante Pío XII
Pío XII conservó a Orsenigo en la nunciatura apostólica en Alemania; sus prioridades (como dejó en claro a Orsenigo) fueron la preservación del Reichskonkordat, específicamente, y las relaciones entre la Santa Sede y el país germano. Según Phayer, «en Orsenigo, Pío tenía el hombre adecuado para el trabajo. [Como] fascista proalemán, pronazi y antisemita, Orsenigo no tendría problemas para adaptarse al régimen nazi en Berlín. Además, podía confiar de que Orsenigo, quien anhelaba el capelo cardenalicio, no interferiría con la bien conocida intención de Pío de hacer frente a la propia Alemania». Por orden de Pío XII, Orsenigo felicitó calurosa y públicamente a Hitler en su el quincuagésimo cumpleaños (20 de abril de 1939).
El 4 de mayo de 1939, Orsenigo visitó a Hitler en Obersalzberg; el nuncio apostólico fue trasladado a Salzburgo y almorzó en el Grand Hotel de Berchtesgaden antes de ser transportado a la residencia de Hitler, donde ambos hablaron en privado durante una hora antes de tomar el té con Joachim von Ribbentrop y su asistente V. Hewel (quien también escribió un reporte de la reunión). En un memorándum a Pío XII (1940), Orsenigo nuevamente argumentó a favor de la conciliación y manifestó sus temores de que la religiosidad entre los católicos alemanes desaparecería a menos que el clero apaciguara al régimen y liberara a los miembros de la iglesia en algún conflicto de conciencia.
El 21 de junio de 1942, fue consagrador en la catedral de Colonia para la inauguración del nuevo arzobispo de esa sede, Josef Frings. En noviembre de 1943, se reunió de nuevo con Hitler en nombre de Pío XII. Según el informe de Orsenigo:

Tan pronto mencioné la cuestión de los judíos y el judaísmo, la serenidad de la reunión terminó de inmediato. Hitler me dio la espalda, se acercó a la ventana y comenzó a tamborilear el cristal con los dedos [...]. Proseguí, expresando nuestras quejas. De repente, Hitler se dio vuelta, se dirigió a una pequeña mesa de la que tomó un vaso con agua y lo estrelló furiosamente contra el suelo. Ante tal comportamiento diplomático, tuve que considerar que mi misión había terminado.

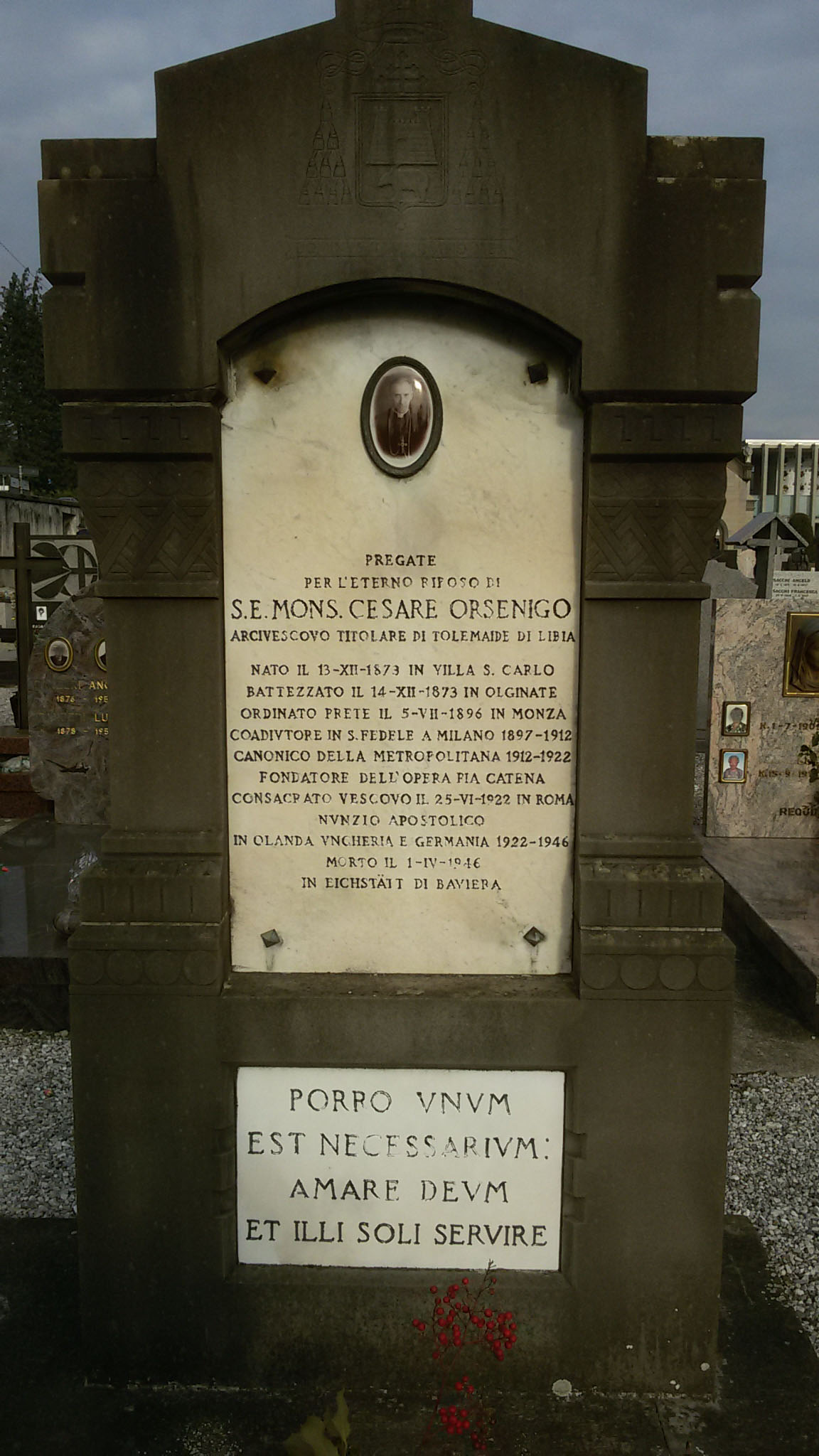
Tumba de Orsenigo en Olginate.

El 8 de febrero de 1945, antes del final de la Segunda Guerra Mundial, Orsenigo se mudó a Eichstätt, en Baviera. La nunciatura perdió su estado oficial en mayo de 1945 por la derrota del Tercer Reich, aunque el Consejo de Control Aliado permitió a Orsenigo permanecer en Eichstätt. Orsenigo murió en esa ciudad el 1 de abril de 1946, dejando a su ayudante, monseñor Carlo Colli, como el único vínculo que quedaba entre Pío XII y la Iglesia católica alemana. Colli falleció en enero de 1947 y su secretario monseñor Bernard Hack se quedó solo en Eichstätt. Después de un largo interregno, durante el cual Pío XII confió las responsabilidades al padre Igo Ziegler de la Villa Grosch en Kronberg im Taunus, el próximo nuncio apostólico fue Aloisius Joseph Muench.

#### El Holocausto y las Iglesias neerlandesa y polaca
Como nuncio apostólico, Orsenigo rechazó sistemáticamente intervenir a favor de los judíos y, en la mayoría de los casos, no remitió a Roma informes descriptivos o críticos sobre el Holocausto. Una rara excepción fue el plan nazi de «reasentar» judíos casados con cristianos, aunque Phayer argumenta que su preocupación era principalmente con los cónyuges católicos. Según Phayer, «cuando el nuncio fue enviado por la Santa Sede para discutir incidentes relacionados con víctimas judías con funcionarios nazis, lo hizo tímidamente y con vergüenza».
En 1941, Orsenigo fue contactado por Kurt Gerstein, un oficial protestante de las SS que había presenciado personalmente el exterminio de judíos y deseaba notificarlo a la Santa Sede. Informado sobre el propósito de la visita de Gerstein, Orenigo se negó a reunirse con él. El mensaje de Gerstein fue finalmente enviado a la Sede Apostólica por el obispo auxiliar de Berlín, no por la oficina del nuncio apostólico donde la información había llegado a un «callejón sin salida».
En los Países Bajos, tanto el clero de la Iglesia católica como el de la protestante expresaron su repudio ante la deportación de los judíos neerlandeses, aunque la principal iglesia protestante finalmente calló debido a promesas de los nazis de que hacer esto salvaría a más «judíos» de su denominación de la deportación. Orsenigo envió un mensaje a la Santa Sede de que la protesta de la Iglesia había provocado el fin de las deportaciones neerlandeses, a pesar de que había sucedido exactamente lo contrario y aumentaban las incautaciones, los asesinatos y las deportaciones de católicos de ascendencia judía.
Debido a que Alemania no permitía a Pío XII nombrar un nuncio apostólico para la Polonia ocupada, Orsenigo cumplió de facto ese papel también, ya que el nuncio apostólico de jure Filippo Cortesi había huido de Polonia. El 1 de noviembre de 1939, la autoridad de Orsenigo se extendió formalmente a Polonia. En agosto de 1940, Orsenigo lanzó una protesta privada contra el gobierno alemán y enumeró una variedad de abusos contra la Iglesia católica polaca, pero en ninguno hacía referencia al pueblo polaco; esto no tuvo un efecto importante. El obispo Adam Stefan Sapieha de Cracovia escribió a Orsenigo diciéndole que una protesta directa del romano pontífice (y no del nuncio apostólico) era «indispensable». A Phayer le parece «dudoso» que Orsenigo haya enviado la solicitud de Sapieha a la Santa Sede.
Entre los católicos polacos había una percepción generalizada de que Orsenigo «minimizó a propósito la situación en sus informes a Roma». Por ejemplo, Hilarius Breitinger —administrador apostólico del Reichsgau de Warthegau— envió dos copias de una carta en la que criticaba el silencio del papa hacia Berlín con respecto a la situación en Polonia: una a Orsenigo y otra al cardenal Michael von Faulhaber, de las que solo el segundo destinatario, aseguró Breitinger, entregó la carta.
Un informe de Orsenigo (25 de noviembre de 1939) hizo que Pío XII tomara «una de sus decisiones más controvertidas». En la carta, Orsenigo describió al papa la situación en la diócesis de Chełmno-Pelpin: el obispo Stanisław Wojciech Okoniewski estaba en el exilio, su auxiliar estaba enfermo, todos menos un canónigo estaban ausentes y solo 20 de los 500 sacerdotes de la diócesis no habían sido expulsados, encarcelados o asesinados. Por lo tanto, Pío XII revocó su decisión de no reemplazar a los prelados polacos con alemanes (incluso temporales) y nombró a Carl Maria Splett, obispo de Danzig, también administrador apostólico de Chełmno-Pelpin. El gobierno polaco en el exilio consideró esta decisión como una traición, ya que el Concordato de 1925 entre la Santa Sede y la Segunda República Polaca prohibía colocar cualquier territorio polaco bajo jurisdicción de un obispado fuera de Polonia.

#### Espionaje nazi
La Oficina Central de Seguridad del Reich se infiltró en la nunciatura apostólica de Berlín a través de un periodista alemán que acompañaba a Orsenigo y un sacerdote alemán «patriótico» que trabajó para el nuncio apostólico como asesor en asuntos de Alemania y Europa del Este. Según Álvarez y Graham, este espionaje brindó «acceso a las actitudes e intenciones del nuncio».
El principal asistente sacerdotal de Orsenigo era un miembro secreto del partido nazi. Se desconoce si Orsenigo estaba al tanto de las actividades políticas de su asistente; sin embargo, este hecho fue conocido por Robert Leiber, un jesuita alemán que sirvió como uno de los confidentes y asesores más cercanos de Pío XII durante la guerra.

## Crítica y legado

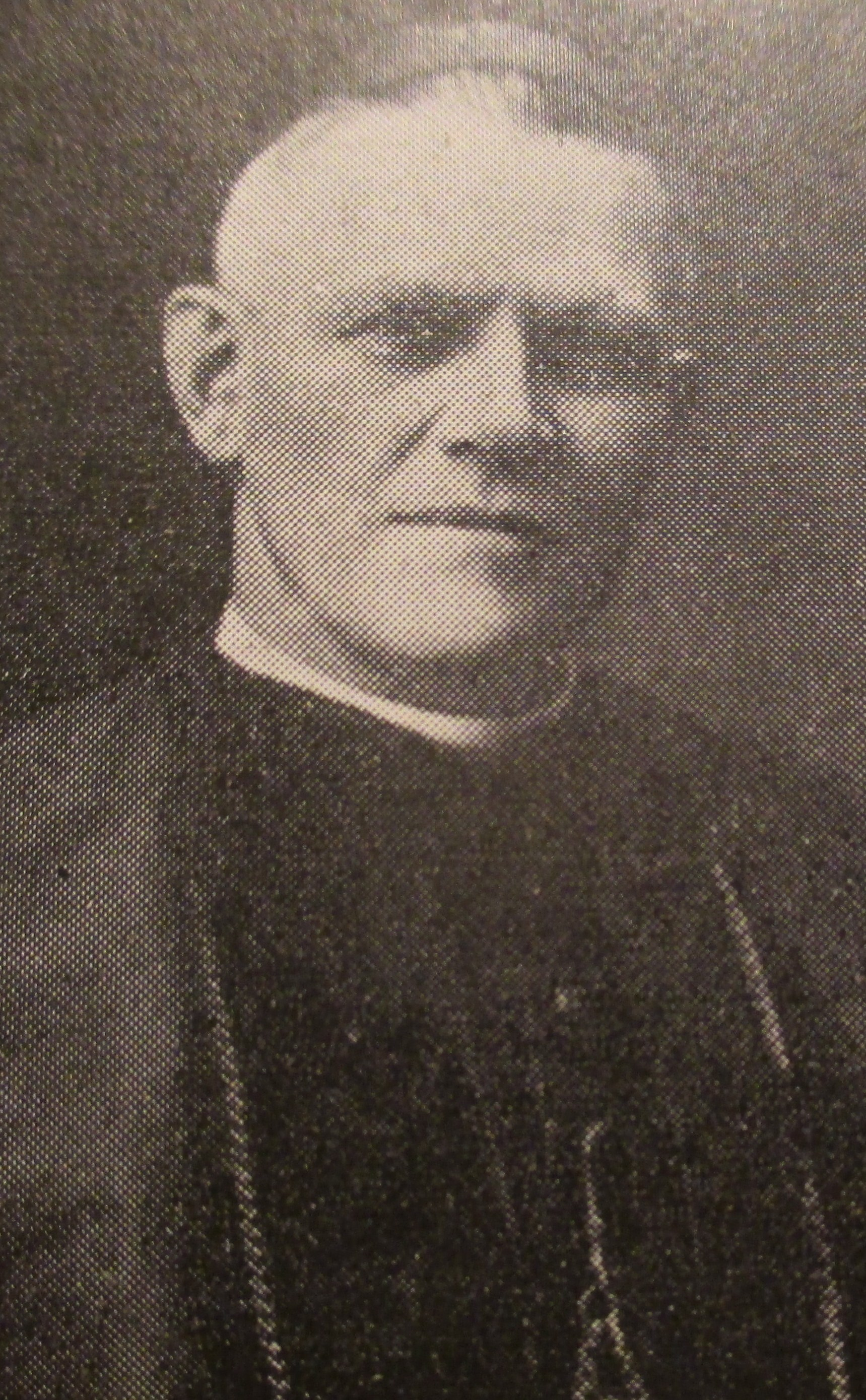
El cardenal austríaco Theodor Innitzer fue uno de los críticos contemporáneos de Orsenigo.

Según José Sánchez, «uno de los principales ejes de crítica [al papa Pío XII] es su falta de voluntad para reemplazar a Cesare Orsenigo como su nuncio en Berlín». En aquella época, el Vaticano recibió muchas quejas sobre el papel de Orsenigo como nuncio apostólico; por ejemplo, el arzobispo de Viena, cardenal Theodor Innitzer, escribió en 1939 al secretario de Estado, cardenal Luigi Maglione, declarándole que Orsenigo era demasiado «tímido» e «ineficaz». El episcopado alemán estaba dividido en torno a Orsenigo: el obispo Konrad von Preysing redactó una carta al Vaticano en 1937 llamando a Orsenigo demasiado «comprensivo» con los nazis, pero el cardenal Adolf Bertram, presidente de la Conferencia de Obispos de Fulda (actual Conferencia Episcopal Alemana), escribió una carta de elogio recomendando que Orsenigo pudiera quedarse. (Tanto Bertram como Orsenigo habían enviado cartas de protesta al gobierno nazi por la situación de las iglesias católicas en los territorios ocupados.) Von Preysing contaba con un historial de correspondencia con Orsenigo, pero se sintió frustrado al recibir la siguiente respuesta: «La caridad es buena y buena, pero la mayor caridad es no crear problemas para la iglesia».
Owen Chadwick sostuvo que «el papa sabía lo débil que [Orsenigo] era con los nazis». Phayer y Morley también criticaron a Pío XII por dejar a Orsenigo en una de las nunciaturas más importantes. Sin embargo, Pierre Blet argumentó que si Orsenigo hubiera sido reemplazado un nuevo nuncio apostólico podría no haber sido aceptado por los nazis y la Santa Sede habría perdido la comunicación con la Iglesia católica alemana.
Susan Zuccotti indicó que Orsenigo «nunca fue conocido por su imaginación o audacia». Chadwick manifestó que «Orsenigo no veía venir nada más que una brecha entre la Iglesia y un Estado nazi. Como italiano, creía en el Estado fascista. Sus ideas sobre lo que debería suceder en Alemania se formaron sobre la base de lo que había sucedido en Italia». También atribuye a Orsenigo la creación de un capellán general para el ejército alemán y la circulación de cartas pastorales de obispos alemanes sobre temas pronazis, como la procreación en masa.